# Damboń
Damboń – śląski ród wywodzący się prawdopodobnie z okolic Koźla. Nazwisko to nosił m.in. por. Alojzy Damboń - powstaniec śląski, uczestnik akcji wysadzenia mostu kolejowego na Odrze w Opolu-Szczepanowicach w przeddzień III Powstania Śląskiego, patron ulicy i osiedla w Opolu.

## Pochodzenie nazwiska
Nazwisko to zaczęło się pojawiać na Górnym Śląsku ok. XV/XVI w.
Etymologia nazwiska wzięła się od dębu, który licznie porastał nadodrzańskie knieje. 
Ok. 1750 r. niejaki młynarz Damboń zakupił od hrabiego von Gaschin las dębowy niedaleko folwarku Roszowice. Hrabia von Gaschin w ten sposób zasilić chciał fundację klasztoru na Górze Św. Anny. Po wykarczowaniu dębowego lasu powstała tam osada Roszowicki Las. O pierwotnym stanie tej miejscowości świadczy jej niemiecka nazwa, nadana przez władze hitlerowskie w latach 30. XX w. - Eichrode (Eichen = dęby). Rodzinie Damboń w dobie germanizacji również zmieniono nazwisko, mające związek z jego etymologią, na Eichner. Obecnie większa część rodu posługuje się pierwotną formą – Damboń lub Dambon. 
We wsi Roszowicki Las znajduje się neoromański kościół pw. Św Antoniego Padewskiego, na budowę którego grunt oraz "kamień węgielny" podarował potomek założyciela wsi – Joseph Damboń. 

## Rozmieszczenie
Przedstawiciele rodu Damboń zamieszkują głównie obecne województwo opolskie i województwo śląskie. 
W województwie opolskim przedstawiciele rodu zamieszkują głównie powiat kędzierzyńsko-kozielski oraz powiat opolski, także miasto Opole. W związku z silną industrializacją Górnego Śląska wielu przedstawicieli rodu zamieszkuje również obecne województwo śląskie. Licznie przedstawiciele rodu mieszkają w Niemczech.